# Charles Horton Peck

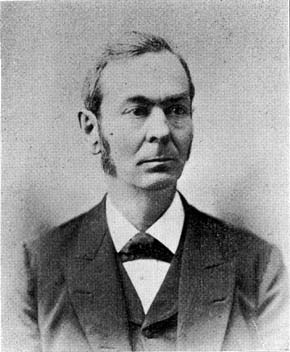
Charles Horton Peck

Charles Horton Peck (ur. 30 marca 1833 w Sand Lake, zm. 11 lipca 1917 w Albany) – amerykański mykolog.
Od 1867 do 1915 pełnił funkcję Botanika Stanu Nowy Jork i w tym okresie zdiagnozował taksonomicznie ok. 2700 nowych gatunków północnoamerykańskich grzybów.